# لیک وایلدوود (کالیفرنیا)
لیک وایلدوود (به انگلیسی: Lake Wildwood) یک منطقهٔ مسکونی در ایالات متحده آمریکا است که در شهرستان نوادا، کالیفرنیا واقع شده‌است. لیک وایلدوود ۹٫۰۹۵ کیلومتر مربع مساحت و ۴٬۹۹۱ نفر جمعیت دارد و ۴۶۶ متر بالاتر از سطح دریا واقع شده‌است.